# Jannis Brevet
Jannis Brevet ('s-Heer Arendskerke, 1959) is een chef-kok en mede-eigenaar van driesterren-restaurant Inter Scaldes in Kruiningen. Hij is getrouwd met Claudia Brevet, tevens eigenaar en gastvrouw van Inter Scaldes.

## Biografie

### Jonge jaren
Brevet kwam voor het eerst in aanraking met de horeca toen hij op 15-jarige leeftijd werkte als vakantiehulp in Restaurant Ockenburg in Goes. Zijn eerste stage tijdens zijn opleiding volgde hij in het restaurant gevestigd in de Campveerse Toren. Later stond de jonge Jannis Brevet in de keuken van onder andere De Bokkedoorns in Overveen en De Hoefslag in Bosch en Duin.
Om zich breder te oriënteren ging Brevet in het begin van de jaren negentig naar Duitsland, hier werkte hij in verschillende sterrenzaken, onder andere enkele jaren in driesterrenzaken Das Tantris in München en Die Schweitzer Stuben in Wertheim. Terug in zijn geboorteland ging Brevet weer aan de slag bij een van zijn vroegere werkgevers: De Hoefslag, maar toen kwam hij aan de leiding van de keuken als chef-kok. In de jaren daarna werkte hij onder andere bij Michelinsterrenzaken Chagall, Greenpark Hotel, Het Koetshuis en Helianthushof.

### Overname Inter Scaldes
In 2001 nam hij samen met zijn vrouw Claudia het restaurant Inter Scaldes in het Zeeuwse Kruiningen over van Cees en Maartje Boudeling. De naam van het restaurant is Latijn voor tussen de Scheldes. Het restaurant stond sinds 1968 onder de leiding van chef-kok Maartje Boudeling en had sinds 1984 twee Michelinsterren.
Drie jaar na de overname, op 10 september 2003, vond er een brand plaats in het restaurant. Het restaurant werd opnieuw opgebouwd en heropende op 27 mei 2004. De brand en gevolgen van het opnieuw opbouwen van de eetgelegenheid inspireerden Brevet, die wars is van 'frutsels, gelletjes, zoetjes en zoutjes', om nog minimalistischer te gaan koken. Rond het restaurant is een klassieke Engelse tuin aangelegd. Ondanks de brand behield Inter Scaldes de twee Michelinsterren.

### Drie sterren
Het culinaire tijdschrift GaultMillau heeft Brevet in 2006 onderscheiden als 'Chef van het Jaar'. In 2012 werd hij onderscheiden als SVH Meesterkok. Bij de verschijning van de Michelingids 2018 in december 2017 werd bekendgemaakt dat Inter Scaldes een derde Michelinster kreeg. Jannis Brevet was op dat moment, samen met Jonnie Boer en Jacob Jan Boerma, een van de drie chef-koks in Nederland met de hoogste onderscheiding van de bandenfabrikant.

### Verkoop Inter Scaldes
In januari 2023 is bekendgemaakt dat Jannis Brevet afscheid zal gaan nemen van Inter Scaldes. Jeroen Achtien zal in december van dat jaar de exploitatie van Inter Scaldes overnemen, tot die tijd werkt hij mee in de keuken. Achtien deed ervaring op in onder andere De Librije in Zwolle en  restaurant Sens in Vitznau, beiden onderscheiden met meerdere Michelinsterren. Het vastgoed van het restaurant is overgenomen door Alex Mulder.
Daarnaast werd bekend dat het hotel per 1 januari is overgenomen door hotelketen Pillows Hotels. Jannis Brevet heeft een adviseursrol gekregen bij de landelijke keten.